# Joseph Blatter
Joseph Blatter, Sepp Blatter (ur. 10 marca 1936 w Vispie) – szwajcarski ekonomista i działacz sportowy, przewodniczący FIFA w latach 1998-2015.

## Życiorys
Bliski współpracownik poprzedniego przewodniczącego FIFA João Havelange’a, w latach 1981–1998 był sekretarzem generalnym FIFA, od 1998 pełnił funkcję jej przewodniczącego. Wybierany był ponownie przez członków FIFA na to stanowisko cztery razy (2002, 2007, 2011, 2015). 2 czerwca 2015 roku zrezygnował z pełnienia funkcji, zaledwie cztery dni po wyborze na kolejną kadencję. Wybory jego następcy zaplanowano na przełom 2015 i 2016 roku, a rezygnacja wejdzie w życie w momencie wyboru następcy. 21 grudnia 2015 r. FIFA ogłosiła zawieszenie go i przewodniczącego UEFA, Michela Platiniego na 8 lat za korupcję. W związku z tą karą Blatter przestał być przewodniczącym FIFA a zastąpił go tymczasowo Kameruńczyk Issa Hayatou, który pełnił tę funkcję do momentu wyboru nowego przewodniczącego.
Od 1999 był także członkiem Międzynarodowego Komitetu Olimpijskiego. W 2015 został z niego usunięty za sprawą afery korupcyjnej w FIFA.

### Afera korupcyjna FIFA
Sepp Blatter jest głównym podejrzanym afery korupcyjnej w FIFA. Dotyczy ona m.in. łapówki w wysokości 1,5 miliona funtów dla Michela Platiniego oraz o podpisanie kontraktu, który był "niekorzystny dla FIFA". Na początku października 2015 roku najwięksi sponsorzy w tym Coca-Cola oraz Visa żądały natychmiastowej dymisji przewodniczącego. Sam jednak odcina się od całej sprawy twierdząc, że "protestuje przeciwko byciu oskarżonym bez żadnych dowodów". Jak stwierdził, jego natychmiastowa rezygnacja "zaszkodzi interesom FIFA oraz przeprowadzanym w niej reformom". Sepp Blater krótko po majowych wyborach zrezygnował ze stanowiska, jednak postanowił, że odejdzie dopiero w lutym 2016 r. 21 grudnia 2015 został zawieszony przez FIFA na 8 lat za przekazanie znaczących środków finansowych innemu działaczowi UEFA Michelowi Platiniemu.

## Życie prywatne
Blatter był trzykrotnie żonaty, według prasy zachodniej w listopadzie 2008 rozstał się ze swoją długoletnią towarzyszką, Iloną Boguską.

## Odznaczenia i nagrody (lista niepełna)[10]
- Narodowy Order Zasługi (2012, Algieria)[11]
- Wielka Srebrna Odznaka Honorowa za Zasługi dla Republiki Austrii (2008)
- Medal Zasługi dla Sportu (Boliwia)
- Komandor Narodowego Orderu 27 Czerwca (2005, Dżibuti)
- Kawaler Legii Honorowej (2004, Francja)
- Wielki Oficer Narodowego Orderu Zasługi (Gwinea)[12]
- Wielka Wstęga Orderu Wschodzącego Słońca (2009, Japonia)[13]
- Order Niepodległości I klasy (Jordania)
- Wielki Oficer Orderu Tronu (Wissam al-Arch, 2004, Maroko)
- Wielki Krzyż Zasługi Orderu Zasługi Republiki Federalnej Niemiec (2006, Niemcy)
- Oficer Orderu Dobrej Nadziei (1998, RPA)[14]
- Order of the Companions of O. R. Tambo I klasy (2011, RPA)
- Oficer Orderu Uznania (2005, Republika Środkowoafrykańska)
- Krzyż Oficerski Orderu Zasługi (Rumunia, 2002)[15]
- Komandor Narodowego Orderu Lwa (2006, Senegal)
- Order Dwóch Nilów (2005, Sudan)
- Wielka Wstęga Orderu Republiki (Tunezja)
- Order Księcia Jarosława Mądrego V klasy (2007, Ukraina)
- Order Księcia Jarosława Mądrego III klasy[16][17]
- Order Księcia Jarosława Mądrego II klasy[18]
- Krzyż Wielki Orderu Francisco de Miranda (2007, Wenezuela)
- Order Olimpijski (MKOl)
- Order Zasługi z Diamentami (Order of Merit in Diamond, 2004, UEFA)

Doktoraty honoris causa
- Azerbaijan State Academy of physical culture and sport (Azerbejdżan)
- V. Levski National Sports Academy (2005, Bułgaria)
- International Univerity in Geneva (2007, Szwajcaria)
- Business Administration in Sport Management (Bangkok, Tajlandia)
- Montfort University (2005, Leicester, Wielka Brytania)